# Даніель Остер
Даніель Остер (івр. דניאל אוסטר ‎ 7 травня 1893 — 15 грудня 1963) — Мер Єрусалима в останні роки Британського мандату у Палестині, перший єврейський мер міста, і перший мер Єрусалиму з часу незалежності Ізраїлю.

## Біографія
Даніель Гутман народився у селі Княгинин на Галичині, яке нині є районом Івано-Франківська, або ж в Лисецькому передмісті. Його батьки — Рахель Гутман та станіславівський різник Якуб Остер. У 1903, склавши іспити, почав навчання у Станіславівській гімназії, а з 1906 вчився у відділеній від неї 2-ій гімназії з польською мовою викладання, де у 1911 отримав атестат.
Даніель Остер вивчав юриспруденцію у Віденському університеті, який з відзнакою закінчив у 1914 році. В студентські роки став керівником молодіжної сіоністської організації Відня. Перед початком Першої світової війни іммігрував до підконтрольної Османській імперії Палестини. Спочатку оселився в Хайфі і викладав німецьку мову в школі «Реалі».
Під час Першої світової війни служив у штабі австрійських експедиційних сил у Дамаску, допомагаючи Артуру Руппіну у відправленні фінансової допомоги з Константинополя до голодуючого Ішува. У 1919 році став секретарем юридичного департаменту Сіоністської комісії в Єрусалимі. В 1920 році одним із перших отримав сертифікат на здійснення адвокатської діяльності, і в 1921 був одним із семи офіційних адвокатів в Єрусалимі. Був членом ради страхових компаній і різних промислових підприємств, і вважається одним з піонерів алмазної промисловості в Єрусалимі.
У 1934 році обраний до муніципалітету Єрусалима, а з 1936 року — віце-мер Єрусалиму при мерові Хусейні аль-Халіді. У серпні 1937 року Остера призначили виконувачем обов'язків мера, після того, як Халіді приєднався до екстремістів, і він продовжував служити на цій посаді близько року, до 1938. Таким чином Даніель Остер став першим єврейським мером Єрусалиму; до цього цю посаду обіймали лише араби. В липні 1938 року мером призначено поміркованого мусульманина Мустафу аль-Халіді, й Остер повертається до функції заступника. Далі його призначено секретарем муніципалітету.
У 1939 році був депутатом 21 Сіоністського конгресу в Женеві.
Влітку 1944 року, після смерті Халіді, Остер призначений виконувачем обов'язків мера, що протривало до 1945 року. Він також був членом Асамблеї представників Загальної сіоністської партії і підписантом Декларації незалежності Ізраїлю.
У листопаді 1947 року був членом делегації Єврейського агентства в робочому комітеті Ради опіки, який намагався скласти проект статуту Єрусалиму, але в 1949 році відкрито оголосив, що виступає проти інтернаціоналізації Єрусалиму, і категорично заявив, це неможливо.
У 1950—1951 роках Остер став мером Західного Єрусалиму й активно займався відновленням міста після Війни за незалежність. У 1949 році був одним із засновників Організації Об'єднаних Націй від Ізраїлю.
9 січня 1951 року, після 16 років  роботи в муніципалітеті і на посаді мера, Даніель Остер подав у відставку і повернувся до роботи юриста. Був керівником численних організацій, таких як Асоціація Об'єднаних Націй в Ізраїлі, Рада Єврейського Національного Фонду та Рада керівників Єврейського університету. Був почесним консулом Таїланду в Ізраїлі.
Даніель Остер помер в 15 січня 1963 року.
Далекий родич письменника Пола Остера.

## Нагороди і вшанування
Остер нагороджений орденом Британської імперії.
На його честь в Єрусалимі названі Сад Даніеля і площа Остер.